# Sphaeromerus scrobiculatus
Sphaeromerus scrobiculatus är en mångfotingart som först beskrevs av Carl Graf Attems 1953.  Sphaeromerus scrobiculatus ingår i släktet Sphaeromerus och familjen Spirostreptidae. Inga underarter finns listade i Catalogue of Life.